# Мелани Браун
Мелани Браун (на английски: Melanie Brown) или Мел Би (Mel B) е британска певица, текстописец, авторка и телевизионна водеща.

## Кариера
Родена е на 29 май 1975 година в Хеърхилс, Лийдс, Великобритания. Тя добива популярност в края на 1990-те като член на изключително успешната момичешка поп група Spice Girls. Прякорът ѝ в групата е Scary Spice и е наричана за кратко Мел Би, за да се прави разграничение между нея и колежката ѝ Мел Си. Извън кариерата си в Спайс Гърлс Браун издава първия си самостоятелен сингъл „I Want You Back“ през 1998. В песента участва американската рапърка Миси Елиът. До този момент певицата има издадени два самостоятелни албума „Hot“ (2000) и „L.A. State of Mind“ (2005), вторият се представя изключително слабо с осъществени продажби от едва 670 копия.

## Личен живот
От 1996 г. до 1997 г. Браун има връзка с исландския бизнесмен Фьолнир Торгейрсон.
През март 1998 г. излиза с холандския танцьор Джими Гулзар, докато е на турне на „Спайсуърлд“. Двамата се сгодяват на 13 май 1998 г., Браун забременява през юни и се жени за Джими в Литъл Марлоу, Бъкингамшир, на 13 септември 1998 г. През февруари 1999 г. ражда своята дъщеря Феникс. Браун подава молба за развод през 2000 г. и разводът е финализиран по-късно същата година.
Браун има дъщеря Ейнджъл от връзката си с актьора Еди Мърфи, която ражда на неговия рожден ден през 2007 г.
От 2000 г. до 2002 г. Браун ходи с актьора Макс Бийзли.
От 2002 г. до 2006 г. има връзка с филмовата продуцентка Кристин Крокос. В интервю за сайта Gay Star News, тя казва: „Това не беше експеримент. Влюбих се в една жена в продължение на пет години. Един експеримент не трае пет години.“
През лятото на 2011 г. ражда третата си дъщеря Медисън. Баща на детето е Стивън Белафонте. Двамата се разделят през 2016 г.
През октомври 2022 г. Браун обявява, че е сгодена за гаджето си Рори Макфий.

## Дискография

### Студийни албуми
- Hot (2000)
- L.A. State of Mind (2005)

### Сингли
- I Want You Back (1998)
- Word Up! (1999)
- Tell Me (2000)
- Feels So Good (2001)
- Lullaby (2001)
- Today (2005)
- For Once in My Life (2013)

## Видеоклипове
| Видеоклип           | Премиера | Албум              |
| ------------------- | -------- | ------------------ |
| I want you back     | 1998     | Hot                |
| Word up             | 1999     | Hot                |
| Tell me             | 2000     | Hot                |
| Feels so good       | 2001     | Hot                |
| Lullaby             | 2001     | Hot                |
| Today               | 2005     | L.A. state of mind |
| For Once in My Life | 2013     | –                  |

## Турнета
- The Hot Tour (2000)